# Graaf van Saint-Germain
De graaf van Saint-Germain (ca. 1710 — vermoedelijk overleden te Eckernförde, Schleswig, op 27 februari 1784) was een avonturier, uitvinder, amateur-wetenschapper, violist, componist en mysterieus persoon die als alchemist beweerde het geheim van de transmutatie te hebben ontsluierd.

## Situering
Saint-Germain behoorde tot het soort 'mystificateurs', zoals er in de achttiende eeuw heel wat rondliepen. Met hun buitengewone verhalen slaagden ze er in zich te doen aanvaarden in adellijke middens, waar bij velen de goedgelovigheid het haalde op de kritische geest. Men herinnert zich Cagliostro, Casanova, en anderen.
Saint-Germain bewoog zich binnen de hofkringen van het prerevolutionaire Frankrijk en beweerde dat hij 4000 jaar oud was. Hij had zelfs korte tijd toegang tot de privévertrekken van koning Lodewijk XV en Madame de Pompadour. Er werd zelfs beweerd dat hij met de dame een amoureuze verhouding had.
Volgens de leer van de Verheven Meesters is zijn naam afkomstig van het Latijnse Sanctus Germanus (Heilige Broeder), de naam die hij zelf gekozen zou hebben bij zijn spirituele transformatie tot Verheven Meester. Hij is ook bekend onder een aantal andere namen, waaronder die van markies van Montferrat, comte Bellamarre of Aymar, chevalier Schöning, chevalier Weldon (Welldone), comte Soltikoff, graaf Tzarogy en prins Rákóczi.

## Levensloop
De identiteit en achtergrond van Saint-Germain zijn gehuld in mysterie, wat heeft geleid tot speculaties over zijn afkomst en voorouders. Volgens prins Karel van Hessen-Kassel (1744-1836) beweerde Saint-Germain tegen het einde van zijn leven de zoon te zijn van Frans II Rákóczi, de prins van Transsylvanië, en diens eerste vrouw, een Tékéli. Prinses Charlotte Amalia van Hessen-Wanfried trouwde Frans II Rákóczi in 1694. Saint-Germain vertelde Karel van Hessen-Kassel dat hij achtentachtig jaar oud was toen hij in 1779 in Sleeswijk arriveerde. Dat maakt dat hij in 1691 zou zijn geboren, vóór zijn vaders huwelijk met (zijn tweede vrouw) Charlotte Amalia van Hessen-Wanfried. De stiefvader van zijn vader Frans II Rákóczi was Imre Thököly (Tékéli). Dan zou Frans II Rákóczi (1676-1735) op vijftienjarige leeftijd bij een Tékéli Saint-Germain hebben verwekt. Volgens een andere theorie was Saint-Germain de buitenechtelijke zoon van Maria Anna van Palts-Neuburg, de weduwe van Karel II van Spanje, terwijl weer een andere theorie hem voorstelde als de zoon van de koning van Portugal. Niets belet te denken dat al die prestigieuze afstammingen op niets berustten en gewoon de uitvinding waren van een fantast, zo niet een oplichter, die zijn bescheiden afkomst met veel lef verstopte. Niets of zeer weinig is in zijn leven zeker en de meeste informatie gelijkt eerder op verzinsels.
Saint-Germain zou gestudeerd hebben aan de universiteit van Siena in Italië, mogelijk als de beschermeling van groothertog Gian Gastone de' Medici.
De eerste keer dat hij werd gezien, was volgens baron de Gleichen in 1716 in Venetië. Hij zou van 1737 tot 1742 aan het hof van de sjah van Perzië hebben verbleven. In 1743 verscheen hij voor het eerst in Versailles. Andere beschreven verschijningen van de graaf vonden plaats in Londen in 1743 en in Edinburgh in 1745, waar hij onder huisarrest werd geplaatst op verdenking van spionage tijdens de Jacobitische opstanden. Hij werd vrijgelaten vanwege gebrek aan bewijs, en kreeg daarna de reputatie een groot violist te zijn – volgens sommige bronnen net zo virtuoos als Paganini. In deze tijd ontmoette hij Jean-Jacques Rousseau en verdween vervolgens van het toneel. Horace Walpole, die hem in 1745 voor het eerst in Londen had ontmoet, beschreef hem als volgt: ”Hij zingt, speelt prachtig viool, componeert, is gek en niet erg gevoelig”.
Vanaf 1749 stuurde de Franse koning Lodewijk XV Saint-Germain op diplomatieke missies, die echter zonder resultaat bleven.
In 1755 reisde Saint-Germain voor de tweede maal naar India, waar hij juwelen zou hebben leren smelten.
In 1758 verscheen hij weer in Versailles. Het bovenstaande portret van hem dateert uit deze tijd. Hij beweerde recepten te hebben voor kleurstoffen en kreeg van Lodewijk XV een onderkomen aangeboden in het kasteel van Chambord, waar hij een laboratorium inrichtte. Onder de groep volgelingen, die zich rond hem schaarde, bevonden zich baron de Gleichen en Johanna Elisabeth van Sleeswijk-Holstein-Gottorp, de moeder van Catharina de Grote van Rusland. Saint-Germain bracht veel tijd door met zowel de Franse koning als met Madame de Pompadour. Tijdens zijn verblijf in Parijs gaf de graaf veelvuldig diamanten, waarvan hij er veel leek te bezitten, als cadeau. De Italiaanse avonturier Giacomo Casanova schreef dat hij persoonlijk zag hoe Saint-Germain zilver in goud veranderde, maar voegde eraan toe dat hij een goocheltruc vermoedde.
Saint-Germain zinspeelde erop meerdere eeuwen oud te zijn. Een mimespeler die zichzelf Lord Gower noemde, begon Saint-Germains manier van doen te imiteren in de salons, waarbij hij de grap maakte dat Saint-Germain Jezus had geadviseerd en bijgestaan. Sommigen slikten dit als waarheid. In 1760 vertrok Saint-Germain via Nederland naar Engeland op een missie voor Lodewijk XV, maar tegen de zin van de minister van Buitenlandse Zaken, de hertog van Choiseul die probeerde hem te arresteren. In Den Haag had Saint-Germain contact met graaf Willem Bentinck, die hem een paspoort bezorgde voor Engeland. Hij probeerde in het geheim, zo werd gezegd, een vrede tussen Engeland en Frankrijk te bewerkstelligen. Hij zou in de jaren 1710, 1735, 1742, 1748, 1760 en 1773 korte tijd in Nederland vertoefd hebben.
Saint-Germain wilde, naar het schijnt, Frankrijk redden van de naderende ondergang en zag de gebroeders Pâris, de hofbankiers Joseph Pâris Duverney (1684-1770) en Jean Pâris de Montmartel (1690-1766) als de veroorzakers van alle problemen.
Na deze missie reisde de graaf via Nederland naar Sint-Petersburg in Rusland, waar hij naar het schijnt aanwezig was bij de staatsgreep en daaropvolgende troonsbestijging van Catharina de Grote. Latere samenzweringstheorieën wijzen hem aan als de organisator van de opstand. Het jaar daarop dook de graaf op in Ubbergen, kocht er land en nam de naam Monsieur de Surmont aan. Hij probeerde zijn kundigheden – het behandelen van hout, leer, olieverf – aan te bieden aan de staat. Gedurende zijn onderhandelingen met minister Karl von Cobenzl – die overigens op niets uitliepen – maakte hij toespelingen op een koninklijke geboorte. Daarna verdween hij voor elf jaar.
In 1770 was Saint-Germain in Livorno, toen de Russische vloot daar was. Hij droeg een Russisch uniform en graaf Alexis Orloff noemde hem graaf Saltikoff.
In 1773 was hij in Mantua.
In 1774 dook hij op bij een Beierse graaf, zich voordoend als Freiherr Reinhard Gemmingen-Guttenberg, graaf Tsarogy. In 1776 en 1777 was hij in Leipzig, Dresden en Hamburg, waar hij zich Chevalier Weldon noemde en recepten (cosmetica, wijnen, likeuren, behandelingen van been, papier en ivoor) aanbood. Hij vervreemdde de afgezanten van koning Frederik van zich door zijn beweringen goud te kunnen maken. Tegenover Frederik beweerde hij vrijmetselaar te zijn. Hij vestigde zich in een huis van Karel van Hessen-Kassel, de gouverneur van Sleeswijk-Holstein, tegen wie hij beweerde Frans Rákóczi II, prins van Transsylvanië te zijn. Hij bestudeerde er natuurgeneeswijzen en scheikunde 'om de armen te helpen'.
In 1784 zou hij overleden zijn te Eckernförde, waarschijnlijk als gevolg van een longontsteking. Hij liet vrijwel niets na.

## Legenden na zijn dood
Na zijn dood kozen verscheidene occulte verenigingen Saint-Germain als een voorbeeld en schreven hem het eeuwige leven en goddelijke krachten toe. Verschillende personen, onder wie de theosoof Madame Blavatsky, verklaarden hem ontmoet te hebben, en sommigen beweerden zelf de graaf van Saint-Germain te zijn.
Er waren geruchten dat de graaf levend gezien was in Parijs in 1785 (tijdens de grote conventie van Franse vrijmetselaars), 1788, 1793, 1804, 1813, 1820 (door gravin D'Adhémar), 1835, in Milaan in 1867 en in Egypte tijdens de veldtocht van Napoleon. Napoleon III hield een dossier over hem bij, dat echter verdween tijdens de grote brand in het Hôtel de Ville van Parijs in 1871.
Theosofe Annie Besant zei de graaf ontmoet te hebben in 1896. Theosoof Charles Leadbeater beweerde hem te hebben ontmoet in Rome in 1926, en zei dat hij hem een mantel had laten zien die ooit eigendom was geweest van een Romeinse keizer, en hem vertelde dat een van zijn woonplaatsen een kasteel in Transsylvanië was. Theosoof Guy Ballard, stichter van de I AM-beweging, beweerde dat hij de graaf had ontmoet op de vulkaan Shasta, en dat hij hem in contact had gebracht met bezoekers van de planeet Venus.
Op 28 januari 1972 verklaarde een ex-gevangene en minnaar van zangeres Dalida, Richard Chanfray, op de Franse televisie dat hij de graaf van Saint-Germain was. Hij beweerde ook dat Lodewijk XV nog steeds leefde.

## Biografieën
Enkele 'gezaghebbende' biografen beschreven het leven van Saint-Germain en waren het niet met elkaar eens. De twee bekendste biografieën zijn die van Isabel Cooper-Oakleys The Count of Saint-Germain (1912) en van Jean Overton-Fullers The Comte de Saint-Germain: Last Scion of the House of Rakoczy (1988). De afstamming van de graaf blijft voorwerp van veel speculatie. Theosofen beschouwen hem als een mahatma, Sanskriet voor verheven ziel, een meester of expert. Aleister Crowley identificeerde zich met hem. Helena Blavatsky noemde hem een van haar Meesters van Wijsheid en zinspeelde op geheime documenten.
Verschillende boeken over handlijnkunde en astrologie zijn onder de naam Saint-Germain gepubliceerd, maar het is onduidelijk of onwaarschijnlijk dat hij deze daadwerkelijk heeft geschreven. Een van de boeken die door hem zouden zijn geschreven is de La Très Sainte Trinosophie die in handschrift wordt bewaard in de bibliotheek van Troyes.

## Mythen en verhalen
Na zijn dood ontstonden talloze mythen, legenden en speculaties. “Occulte” praktijken als slangenbezweren en buikspreken werden hem toegeschreven. Andere legenden vertelden dat hij onsterfelijk was, de Wandelende Jood, een alchemist met het levenselixer, een Rozenkruiser, een afgezette koning, een bastaardzoon van koningin Maria Anna van Spanje en dat hij de Franse Revolutie had voorspeld. Casanova noemde hem de violist Catlini. Graaf Cagliostro en Mesmer zouden zijn leerlingen zijn geweest.

## Occulte en newageopvattingen over Saint-Germain
Vele occulte groeperingen eren Saint-Germain als een Verheven Meester. In die hoedanigheid wordt hij verondersteld vele magische krachten te bezitten zoals de kunst van het teleporteren, het leviteren, het door muren kunnen lopen, het telepathisch beïnvloeden van mensen, enz. Sommige esoterische groepen schrijven hem toe de Amerikaanse Founding Fathers te hebben geïnspireerd tot het opstellen van de Amerikaanse Onafhankelijkheidsverklaring en de grondwet van de Verenigde Staten, en daarnaast het ontwerpen van het grootzegel van de Verenigde Staten.
In de newageovertuigingen wordt de graaf altijd geassocieerd met de kleur violet en de edelsteen amethist; hij wordt ook gezien als de “Kosmische Meester van de Zevende (violette) Straal”. In de theosofie staan de Zeven stralen voor zeven metafysische principes die invloed hebben op zowel individuele zielen als de voortgang van ieder astrologisch tijdperk van 2.158 jaar. Aangezien volgens de theosofie het volgende astrologische tijdperk, het Watermantijdperk, beheerst zal worden door de Zevende (violette) Straal (de Straal van de Ceremoniële Orde) wordt Saint-Germain soms ook wel De Kosmische Meester van het Watermantijdperk genoemd.

### Volgens Max Heindel
In de publicaties van Rozenkruiser Max Heindel wordt de graaf van Saint-Germain beschreven als een latere belichaming van Christian Rosenkreuz, de 13e-eeuwse mythische stichter van de Orde der Rozenkruisers. Volgens deze auteur was Rosenkreuz in een eerder leven Lazarus geweest, later een personage uit het Nieuwe Testament (dit spreekt het idee tegen dat hij Jozef van Nazareth was, aangezien zij tegelijkertijd leefden) en in een nog eerder bestaan Hiram Abiff, de Zoon van de Weduwe uit de Vrijmetselarij.

### Volgens Charles Leadbeater
In het boek The Masters and the Path uit 1925 van C.W. Leadbeater, een aanhanger van de theosofie, wordt Saint-Germain zowel de Comte de Saint-Germain als Meester Rakoczi genoemd. Zijn voorgaande incarnaties werden opgesomd (zie hierna, "verheven meesters"). Op pagina 240 van The Masters and the Path wordt gesteld, dat Saint-Germain een gouden maliënkolder bezat die ooit aan een Romeins keizer toebehoorde en die droeg tijdens het uitvoeren van magische rituelen. Over die maliënkolder droeg hij een prachtige karmozijnen mantel met op de gesp een zevenpuntige ster in diamant en amethist, en soms draagt hij een prachtige violette mantel.

### Volgens Alice Bailey
In de boeken van Alice Bailey wordt Saint-Germain voorgesteld als “Meester Rakoczi” of “Meester R.” In haar boek The Externalisation of the Hierarchy geeft Bailey de meeste informatie over Saint-Germains vermaarde rol als spiritueel Meester. Zijn titel zou Heer der Civilisatie zijn, en de graaf zou een telepathische invloed hebben op die mensen die hij ziet als sleutelfiguren in het realiseren van de nieuwe beschaving van het Watermantijdperk. Volgens Bailey zullen “enige tijd na het jaar 2025” Meester Jezus, Meester Rakoczi, Kuthumi en de anderen in de Spirituele Hiërarchie (behalve Gautama Boeddha) ”externaliseren”, dat wil zeggen afdalen van hun spirituele werelden, en fysiek op aarde leven in ashrams, vergezeld van hun discipelen.

### Volgens Samael Aun Weor
In Samael Aun Weors boek The Seven Words (1953) wordt Saint-Germain gezien als de (be)heerser van de wereldpolitiek, aangezien hij behoort tot de Jupiterstralen, de Politieke Straal. Samael Aun Weor beschouwt Saint-Germain als een Onsterfelijke, een Zoon van de Opstanding, iemand die door het toepassen van alchemie de dood heeft overwonnen. In ditzelfde boek beweert de auteur dat Saint-Germain Master Rákóczi is, en ook Roger Bacon, Francis Bacon, en dat hij nog steeds leeft in Tibet met hetzelfde lichaam als in de Middeleeuwen.
In zijn boek Esoteric Course of Kabbalah (1969) vertelt Samael Aun Weor dat Saint-Germain de muzikale rivaal was van Paganini. Daarnaast verklaart hij dat hij alle talen spreekt, en ook dat hij met alchemie diamanten kan maken. Bovendien beweert Aun Weor dat Saint-Germain dankzij de geheimen van de alchemie, seksuele transmutatie kon verrichten, mogelijk gemaakt door witte seksuele magie. Volgens de auteur was Cagliostro Saint-Germains beste discipel.

### Volgens de Leer van de Verheven Meesters
Volgens de “I AM”-beweging, de Bridge to Freedom, de Summit Lighthouse en de Tempel van de Aanwezigheid heeft Saint-Germain de volgende incarnaties gehad:
- Heerser van een bloeiende beschaving in wat nu de Sahara is, 70.000 jaar geleden
- Hogepriester op Atlantis, in dienst van de Orde van Heer Zadkiel in de Tempel van de Zuivering, gesitueerd waar nu het eiland Cuba ligt, 13.000 jaar geleden
- Samuel, religieus leider in Israël, profeet, priester en de laatste van de Richteren, 11e eeuw v.Chr.
- Sint Jozef, de man van Maria en de opvoeder van Jezus, Nazareth, 1e eeuw n.Chr.
- Sint Albanus, de eerste Britse martelaar – hij had een voortvluchtige priester onderdak geboden, bekeerde zich tot het christendom en werd geëxecuteerd omdat hij zich als de priester verkleedde zodat die kon ontsnappen, Verulamium (nu: St Albans), Hertfordshire, Engeland, eind 3e, begin 4e eeuw n.Chr.
- Proclus, de laatste grote Griekse neoplatonische filosoof, hoofd van de Platonische Academie; schreef uitgebreid over filosofie, astronomie, wiskunde en grammatica; Athene, ca. 410 – 485 n.Chr.
- Merlijn, magiër en adviseur aan het hof van Koning Arthur te Camelot die de inspiratiebron was voor de oprichting van de Orde van de Ridders van de Ronde Tafel; Groot-Brittannië, 5e of 6e eeuw n.Chr.
- Roger Bacon, filosoof, onderwijshervormer en empirisch wetenschapper; voorloper van de moderne wetenschap, vermaard vanwege zijn uitputtende onderzoek naar alchemie, optica, wiskunde en talen; Engeland, ca. 1220 – 1292 n.Chr.
- Organisator achter de schermen van Geheime Genootschappen in Duitsland in de late 14e en vroege 15e eeuw. De creatie van het (fictieve) personage Christian Rosenkreuz is geïnspireerd door zijn inspanningen.
- Christoffel Columbus, waarschijnlijk geboren in Genua, Italië, later verhuisd naar Portugal. Ontdekker van Amerika in 1492 tijdens de eerste van vier reizen naar de Nieuwe Wereld in opdracht van koning Ferdinand en koningin Isabella van Spanje; 1451 – 1506 n.Chr.
- Francis Bacon, Engeland, 1561 – 1626 n.Chr. Filosoof, staatsman, essayist en literair schrijver; auteur van Shakespeareachtige toneelstukken, de vader van de inductieve wetenschap en aankondiger van de wetenschappelijke revolutie. Er wordt beweerd dat Sir Francis Bacon zijn eigen dood in 1626 in scène heeft gezet door een ander lijk in zijn plaats te laten begraven, en dat hij zelfs aanwezig was bij zijn eigen “begrafenis”. Daarna zou hij in het geheim naar Transsylvanië zijn gereisd, naar het kasteel van de Rákóczi’s, waar hij verder voorbereidingen zou hebben getroffen voor zijn fysieke hemelvaart onder de directe training van Meester R., de Grote Goddelijke Bestuurder. Naar het schijnt was hij een aantal keer eerder geïncarneerd in die omgeving, en voelde hij zich er bijzonder thuis. Aangezien Francis Bacon gedurende de volgende decennia een aantal maal in de omgeving werd gezien gingen de lokale bewoners ervan uit, dat hij een lid was van de Rákóczifamilie (misschien gerelateerd aan prins Ferenc II Rákóczi van Transsylvanië). Men gaat ervan uit, dat hij uiteindelijk, op 1 mei 1684 zijn fysieke hemelvaart heeft bereikt. Omdat hij de mensheid niet zonder zijn zichtbare assistentie wilde achterlaten in het fysieke octaaf, vroeg hij de Karmaraad een speciale dispensatie die hem zou toelaten te functioneren in een fysiek waarneembaar lichaam gedurende een afgebakende periode – zelfs nu hij een Verheven Meester was. Na directe tussenkomst van de Godin van de Vrijheid willigde de Karmaraad zijn verzoek in, en hij verscheen als:
- De graaf van Saint-Germain, de “wonderman van Europa” in de 18e en 19e eeuw. Hij kreeg de reputatie een uiterst kundig alchemist, wetenschapper, taalkundige, muzikant, artiest en diplomaat te zijn. Achter de schermen werkte hij aan het bewerkstelligen van een Verenigde Staten van Europa en aan het voorkómen van bloedige gewelddadige revoluties. Tot zijn krachten behoorde bilocatie, plotseling verschijnen aan het hof en dan zijn verschijning laten oplossen, het verwijderen van onzuiverheden uit diamanten en andere edelstenen en het kunnen maken van een elixer dat veroudering tegenging. Hij was ook tweehandig en kon tegelijkertijd met zijn ene hand een brief schrijven en met zijn andere poëzie, of twee identieke handschriften met iedere hand. Hij bezocht Marie Antoinette en haar hartsvriendin Madame d’Adhémar, die later beschreef dat hij hen had gewaarschuwd voor de komende revolutie en de naderende dood van de koning en koningin. Hij schijnt ook achter de schermen met George Washington en Benjamin Franklin gewerkt te hebben aan de oprichting van de Verenigde Staten.
- Verheven Meester Saint-Germain is nu bekend als de “God van de Vrijheid” voor de aarde, en sinds 1 mei 1954 ook als de Hiërarch voor de huidige cyclus van 2150 jaar van het Watermantijdperk. De naam “Saint-Germain” is de naam die Francis Bacon koos als zijn Verheven-Meesternaam bij zijn fysieke hemelvaart vanuit het Rákóczikasteel in Transsylvanië. Het is afgeleid van het Latijnse Sanctus Germanus, “Heilige Broeder”.
- Aanhangers van samenzweringstheorieën die geloven in NESARA, een veronderstelde geheime wet, waarvan de Amerikaanse regering het bestaan ontkent, geloven dat Saint-Germain nog steeds leeft en actief samenwerkt met Jezus Christus en met goedwillende ruimtewezens om de wet geratificeerd te krijgen.

Heel wat auteurs hebben hierop in fictieverhalen verder geborduurd.

## Fictie
- In Umberto Eco's satirische roman over samenzweringstheorieën, De slinger van Foucault speelt Saint-Germain de rol van tegenstander.
- In Diana Gabaldons roman Dragonfly in Amber wordt Saint-Germain ten tonele gevoerd als een Franse edelman en wijnverkoper die zaken doet met de donkerder kanten van de Parijse politiek en beau monde in 1745. In haar boek is de graaf niet onsterfelijk.
- Auteur Chelsea Quinn Yarbro heeft zo’n twintig fantasyboeken geschreven over een vampier die geënt is op Saint-Germain.
- In de RPG Unknown Armies speelt Saint-Germain een rol als een onsterfelijk, maar zeer menselijk, enigmatisch en complex figuur, waarnaar ook wordt gerefereerd als “De eerste en laatste man”.
- Saint-Germain verschijnt in het computerspel Castlevania: Curse of Darkness als een mysterieuze tijdreiziger die ook tegen Zead vecht (die later de Dood blijkt te zijn).
- Saint-Germain komt ook voor in het korte verhaal Schoppenvrouw van Aleksandr Poesjkin.
- Auteur Katherine Kurtz voert Saint-Germain op als de esoterische Meester-achter-de-schermen die het brein is achter de Amerikaanse Revolutie in haar boek Two Crowns for America uit 1996.
- Saint-Germain(e) komt voor in de spin-off van de graphic novel The Sandman van Neil Gaiman, The Dead Boy Detectives van Ed Brubaker. Saint-Germain(e) is hier de identiteit die wordt aangenomen door Gilles de Rais.
- Fictionele details van Saint-Germains reis naar Rusland zijn deel van de roman Rad van Fortuin (Колесо Фортуны) uit 1970 – 1975 van de Russische schrijver Nikolaj Ivanovich Dubov.
- In de reeks De geheimen van de onsterfelijke Nicolas Flamel van Michael Scott is Saint-Germain een centraal onsterfelijk personage.
  - In het tweede boek van Michael Scott De Magiër treedt de Comte de Saint-Germain op als alchemist, magiër en rockster.
- In de Edelstenentrilogie van Kerstin Gier wordt hij gezien als een graaf die beschikt over bovennatuurlijke krachten en bovendien bezit hij het tijdreisgen waarmee hij door de tijd kan reizen. Opmerkelijk is dat in deze trilogie de graaf niet in verband staat met de amethist, maar met de smaragd.